# Поползуха (Нижегородская область)
Поползуха — деревня в составе Благовещенского сельсовета в Воскресенском районе Нижегородской области.

## География
Находится в правобережье Ветлуги на расстоянии примерно 10 километров по прямой на запад-северо-запад от районного центра посёлка Воскресенское.

## История
Упоминается с 1637 года. Входила в Варнавинский уезд Костромской губернии. В 1870 году учтено было 36 дворов и 189 жителей, в 1907 — 39 и 181 соответственно. В 1926 году было учтено 170 жителей и 41 двор. В советское время работали колхозы «Красный Пахарь» и им. Горького.

## Население
Постоянное население составляло 8 человек (русские 100 %) в 2002 году, 15 — в 2010.